# Форж сир Мез
Форж сир Мез (фр. Forges-sur-Meuse) насеље је и општина у североисточној Француској у региону Лорена, у департману Меза која припада префектури Верден.
По подацима из 2011. године у општини је живело 117 становника, а густина насељености је износила 7,33 становника/km². Општина се простире на површини од 15,97 km². Налази се на средњој надморској висини од 185 метара (максималној 287 m, а минималној 180 m).

## Демографија
| 1962. | 1968. | 1975. | 1982. | 1990. | 1999. | 2011. |
| ----- | ----- | ----- | ----- | ----- | ----- | ----- |
| 183   | 187   | 165   | 140   | 140   | 135   | 117   |

График промене броја становника у току последњих година